# Ercole Rabitti
Ercole Rabitti (né le 24 août 1921 à Turin dans le Piémont et mort le 28 mai 2009 à Ferrare en Ligurie) est un joueur (attaquant) devenu entraîneur de football italien.

## Biographie

### En tant que joueur
Bien qu'il commence sa carrière à la Juventus en 1939, Ercole Rabitti disputa son premier match en professionnel le 26 mai 1940 contre Naples, qui se solda par une victoire sur le score de 2 buts à 1. Il remporte ensuite une coupe d'Italie de football en 1942, en battant en finale le Milan AC.
De 1944 à 1948, il connaît alors quatre clubs différents (AS Casale Calcio, AC Coni 1905, Spezia Calcio 1906 et FC Esperia Viareggio), sans remporter aucun trophée.
Puis il signe lors de la saison 1948-1949 à Côme Calcio, avec lequel il remporta une Serie B la même année.
De 1952 à 1957, il joue enfin dans des clubs de divisions régionales, ne remportant aucun titre.

### En tant qu'entraîneur
Après avoir arrêté sa carrière de footballeur, il entama une carrière d'entraîneur. Il dirige tout d'abord l'équipe de Savone lors de la saison 1966-1967 mais ne remporte rien. Il faudra attendre deux années pour le voir diriger une autre équipe, celle-là, plus connue, la Juventus, le club de sa ville natale et de ses débuts. Il dirige son premier match sur le banc de la Juve le 26 octobre 1969 lors d'une victoire en championnat 2-1 dans le derby d'Italie contre l'Inter. Cette saison-là, le club termine à la troisième place en Serie A, mais Rabitti se fait remplacer la saison suivante par Armando Picchi.
Il faudra attendre neuf années pour le revoir sur un banc de touche, et plus spécialement celui du Torino FC, de 1979 à 1981. Avec ce club, il fut deux fois consécutive finaliste de la Coupe d'Italie en 1980 et en 1981, battu par l'AS Rome les deux fois aux tirs au but.

## Clubs
| - 1939-1943 : Juventus - 1944 : AS Casale - 1945-1946 : Coni Sportiva - 1946-1947 : AC Spezia - 1947-1948 : AS Viareggio Calcio - 1948-1952 : AC Côme - 1952-1955 : AS Fanfulla - 1955-1956 : AS Cecina - 1956-1958 : US Ancône - 1958-1959 : AC Asti |  | - 1964 : Juventus FC - 1966-1967 : Savona FBC - 1969-1970 : Juventus FC - 1979-1981 : Torino Calcio |

## Palmarès
| Juventus - Coupe d'Italie (1) : - Vainqueur : 1941-42. |  | Côme - Série B (1) : - Champion : 1948-49. |